# Fissicepheus clavatus
Fissicepheus clavatus är en kvalsterart som först beskrevs av Aoki 1959.  Fissicepheus clavatus ingår i släktet Fissicepheus och familjen Tetracondylidae. Inga underarter finns listade i Catalogue of Life.